# 蘇什基 (日托米爾州)
50°48′46″N 28°14′15″E / 50.81278°N 28.23750°E
蘇什基（羅馬化：Sushky）是烏克蘭的村落，位於該國北部日托米爾州，由科羅斯堅區負責管轄，始建於1501年，面積2.55平方公里，海拔高度197米，2001年人口592，人口密度每平方公里232.43人。